# FIBA洲際盃
FIBA洲際盃（英語：FIBA Intercontinental Cup），也稱為FIBA俱樂部世界盃（英語：FIBA Club World Cup），是由国际篮球联合会和NBA認可的職業籃球俱樂部比賽。從歷史上看，它的目的是從世界各大洲召集一流的籃球俱樂部，並正式選出世界上最好的籃球俱樂部，並正式將該賽事的冠軍冠以世界俱樂部冠軍。